# Ẩm thực châu Phi

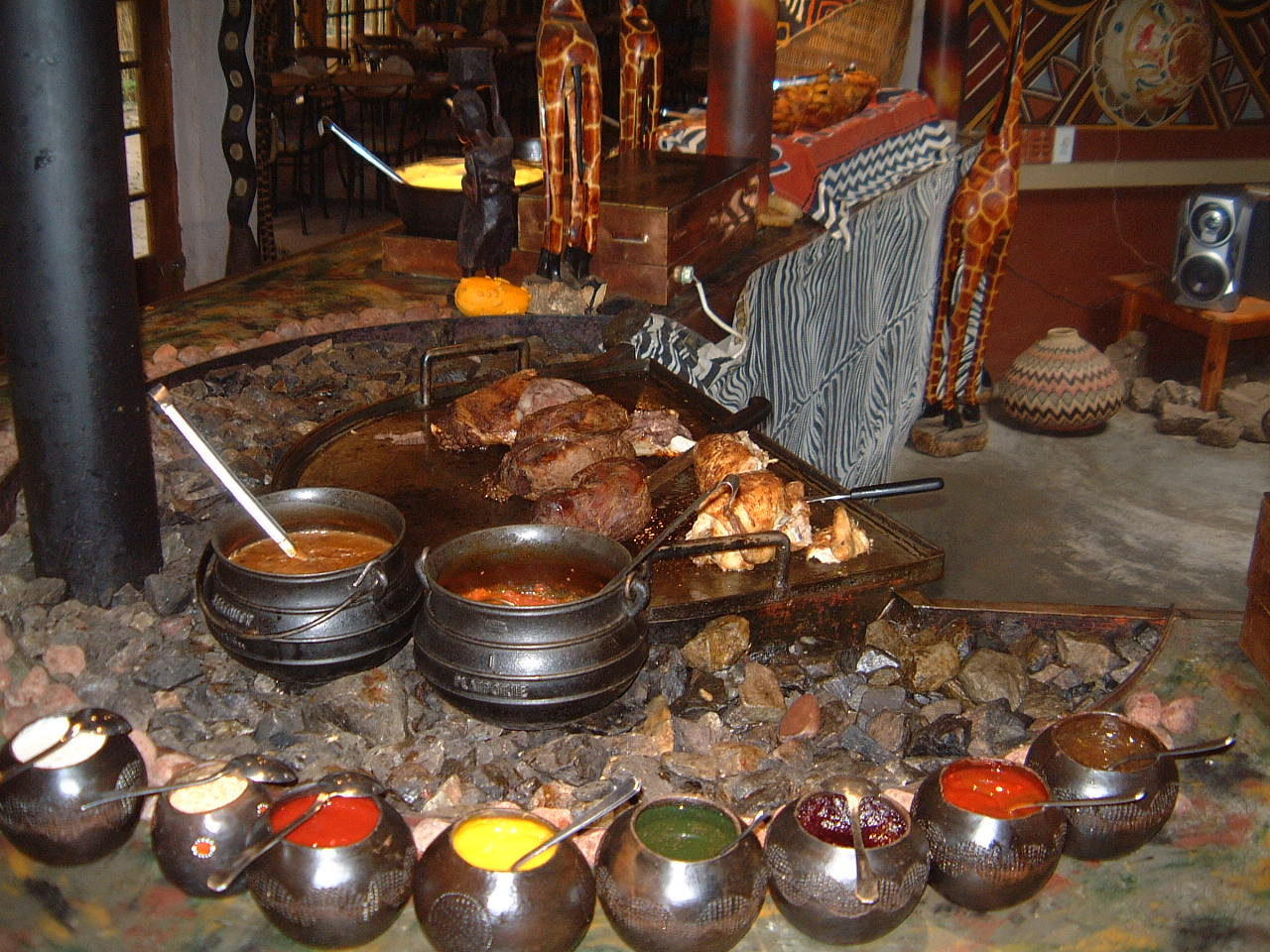
Ẩm thực Nam Phi, với thịt động vật hoang dã và nước sốt truyền thống đựng trong các lọ phía trước.

Ẩm thực châu Phi là một nét văn hóa chủ yếu của lục địa này và lịch sử của nó gắn liền với câu chuyện của người dân bản địa châu Phi. Thức ăn mà người châu Phi bản địa ăn đã chịu ảnh hưởng của tôn giáo cũng như khí hậu và lối sống của họ.
Những người châu Phi đầu tiên sinh sống ở lục địa này là những người săn bắt hái lượm, họ ăn những gì họ tìm thấy trong tự nhiên. Khi nông nghiệp trở nên phổ biến hơn ở Châu Phi, chế độ ăn uống dựa trên nông nghiệp cũng vậy.
Theo truyền thống, các món ăn khác nhau ở Châu Phi sử dụng sự kết hợp của các nguyên liệu làm từ thực vật và hạt giống mà không nhập khẩu thực phẩm. Ở một số vùng của lục địa, chế độ ăn uống truyền thống có rất nhiều sản phẩm từ củ có rễ.
Trung Phi, Đông Phi, Bắc Phi, Nam Phi và Tây Phi mỗi nơi đều có những món ăn, kỹ thuật chế biến và phương thức tiêu dùng đặc biệt.

## Lịch sử
Nguồn gốc của ẩm thực bản địa châu Phi có từ hàng nghìn năm trước Thời kỳ đồ đồng ở Đông Bắc châu Phi, khi các nền văn minh sơ khai bắt đầu trồng các loại ngũ cốc như lúa mạch và lúa mì.
Một phần của Bắc Phi nằm trong vùng đất Lưỡi liềm Màu mỡ, nơi người Ai Cập cổ đại đã thực hành nông nghiệp định cư ở khu vực này. Các loài động vật như lừa và cừu cũng được thuần hóa, bắt đầu sự lan rộng của nông nghiệp sang các vùng khác của châu Phi, đặc biệt là Tây Phi, mặc dù hầu hết các bộ lạc vẫn sống theo chế độ săn bắt hái lượm đơn giản.
Hai nhà thám hiểm người Ả Rập là Leo Africanus và Ibn Battuta  đã kể lại cách thức ăn uống của người Châu Phi mà họ gặp trong chuyến du hành qua châu Phi cận Sahara. Hầu hết những nhà du hành đến từ châu Âu đều ở gần các khu vực ven biển cho đến thế kỷ 19. Nhiều cuốn nhật ký của họ còn ghi lại chi tiết về lương thực, cây trồng. Nhiều mặt hàng chủ lực đã được đưa vào sử dụng sau này khi châu Phi bị người châu Âu xâm chiếm.
Những thực phẩm hiện nay là một phần quan trọng của ẩm thực châu Phi như ngô và khoai tây không phổ biến cho đến thế kỷ 19.
Ảnh hưởng của ẩm thực Châu Phi đối với ẩm thực vùng Caribe, Brazil, vùng Lowcountry của Mỹ và ẩm thực Cajun từ Louisiana được thể hiện trong các món cơm và món hầm có màu xanh như Afro-Caribbean efo, duckanoo và callaloo. Callaloo là phần lá non màu xanh ăn được của cây (chẳng hạn như khoai môn hoặc thành viên của chi Xanthosoma) thuộc họ arum được sử dụng làm rau xanh. Ngoài ra đây cũng là một món súp hoặc món hầm làm từ rau xanh, hành tây và thịt cua hoặc thịt lợn.
Loại rau đậu bắp du nhập từ Châu Phi được sử dụng trong món súp Gumbo truyền thống của Louisiana và gạo xuất xứ từ Hoa Kỳ được trồng tại Carolina. Vùng Lowcountry, chủ yếu là Nam Carolina ở Hoa Kỳ bị ảnh hưởng bởi kỹ thuật trồng lúa của Tây Phi và nhiều nô lệ đến từ các vùng trồng lúa ở Tây Phi. Ẩm thực vùng Lowcountry vẫn được biết đến với món cơm đặc trưng.

## Trung Phi
Trung Phi mở rộng từ dãy núi Tibesti ở phía bắc đến lưu vực rừng nhiệt đới rộng lớn của sông Congo, cao nguyên Kivu và thảo nguyên Katanga.
Ẩm thực của khu vực này chịu ảnh hưởng từ nền ẩm thực của người Swahilis (văn hóa phát triển thông qua sự kết hợp của các nền văn hóa Bantu, Yemen, Oman và Ấn Độ) trong quá trình buôn bán nô lệ xuyên qua Sahara.
Ảnh hưởng của ẩm thực Swahili có thể được tìm thấy trong các món ăn như món bánh mì chiên mandazi  có nguồn gốc từ Bờ biển Swahili, cơm pilaf, món salad cà chua và hành tây tươi rất phổ biến trong ẩm thực của vùng Hồ Lớn Châu Phi là kachumbari, bánh gối sambusa và món cà ri gà và nước cốt dừa kuku paka.
Ẩm thực Trung Phi cũng bị ảnh hưởng bởi người Bồ Đào Nha, thông qua Vương quốc Kongo và Ndongo. Cá ướp muối được biết đến sau hoạt động buôn bán vào cuối thế kỷ 17 và thuật ngữ Kikongo để chỉ cá muối, makayabu, bắt nguồn từ thuật ngữ bacalhau (ba-cal-ha-u).
Ảnh hưởng từ nền ẩm thực của Bồ Đào Nha đặc biệt nổi bật ở Angola, Sao Tomé và Guinea Xích đạo. Trung Phi cũng bị ảnh hưởng bởi ẩm thực của các khu vực Đông, Tây và Nam Phi vì sự thân cận với nhau, ví dụ: babuté hay bobotie được chia sẻ với miền nam,  nyama choma với khu vực phía đông và xốt Gombo với Tây Phi.
Ở Trung Phi người ta trồng nhiều loại cây, bao gồm khoai mỡ, khoai mì, chuối và cây mã đề, khoai lang và khoai nước (cocoyams). Những loại cây trồng này đã trở thành thực phẩm chủ yếu trong chế độ ăn uống của nhiều người dân ở Trung Phi.
Fufu - thực phẩm giàu tinh bột thường được làm từ củ sắn lên men, nhưng cũng có thể được chế biến từ chuối, ngô và khoai mỡ. Fufu được phục vụ theo kiểu tự chọn với thịt nướng, cá, món hầm, rau xanh và ớt Piri Piri. Nhiều loại nguyên liệu địa phương được sử dụng khi chế biến các món ăn khác, như rau chân vịt hầm nấu với cà chua, tiêu, ớt, hành tây và bơ đậu phộng. Đông Trung Phi cũng là một trong số ít khu vực ở Châu Phi sử dụng khoai tây làm nguồn cung cấp chính vì khoai tây dễ trồng ở khu vực này.
Cây sắn cũng được tiêu thụ dưới dạng rau xanh nấu chín. Các loại cây thân củ, mọc ở dưới đât cho dầu (đậu phộng) cũng được chế biến gồm có thịt gà, đậu bắp, gừng và các loại gia vị khác. Thịt bò và thịt gà là những món thịt được yêu thích, nhưng thỉnh thoảng các món thịt thú săn có cá sấu, voi, linh dương và lợn lòi cũng được phục vụ.

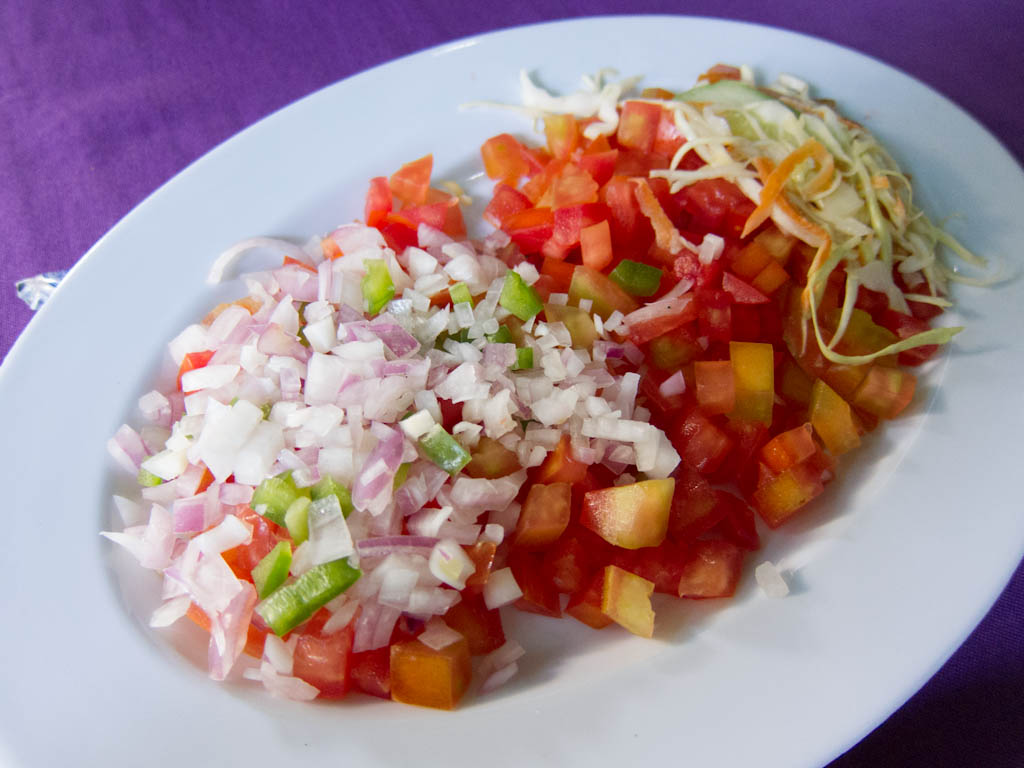
Kachumbari là món salad cà chua và hành tây tươi trong ẩm thực Đông và Nam Phi. Đó là một món salad ăn sống gồm có cà chua xắt nhỏ, hành tây và ớt (và muối cho vừa ăn).
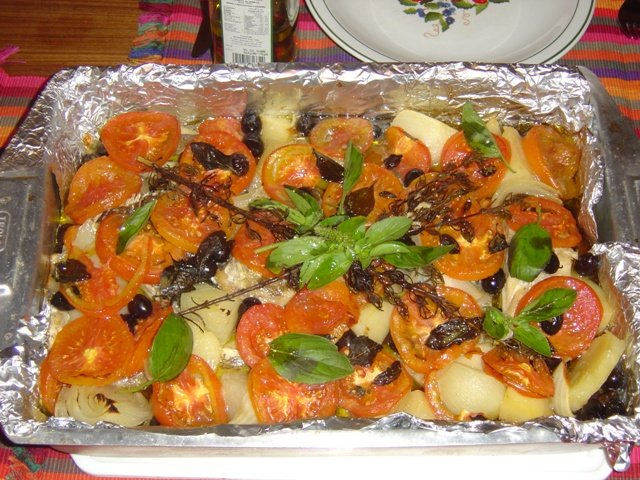
Món bacalhau (cá kho) truyền thống của Bồ Đào Nha/Brazil
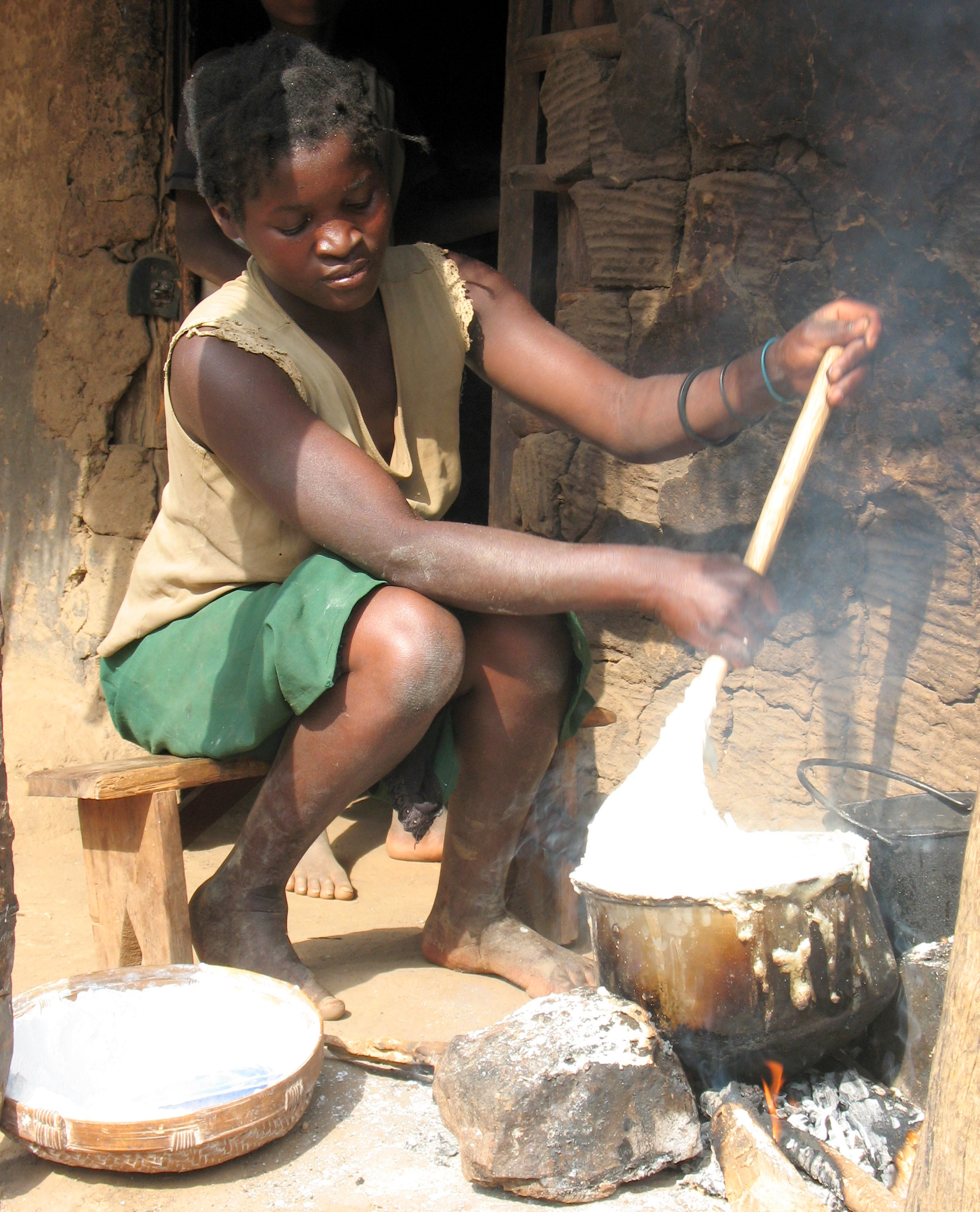
Người dân châu Phi làm món fufu
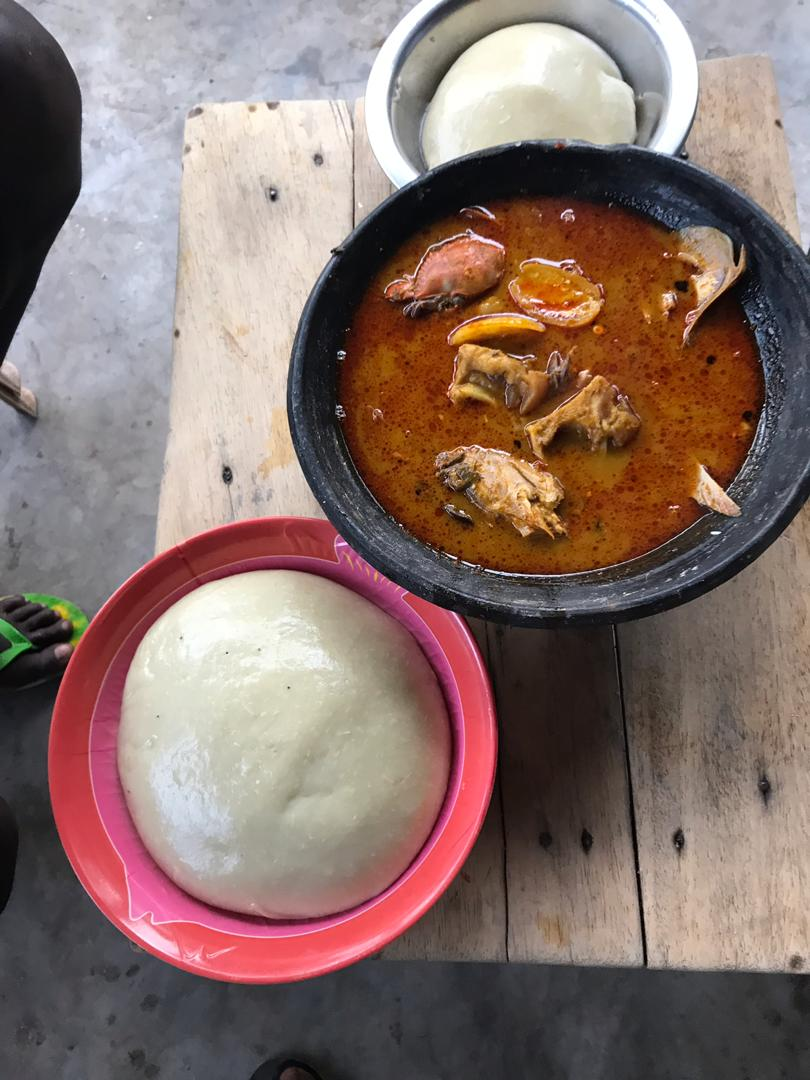
Fufu và súp loãng với cá và thịt gà

### Quốc gia
- Ẩm thực Angola
- Ẩm thực Cameroon
- Ẩm thực Cộng hòa Trung Phi
- Ẩm thực Chadian
- Ẩm thực Congo
- Ẩm thực Guinea Xích đạo
- Ẩm thực Gabon
- Ẩm thực São Tomé và Príncipe